# یوزف منر
یوزف منر (آلمانی: Josef Manger؛ ۲۶ مه ۱۹۱۳ – ۱۳ مارس ۱۹۹۱) وزنه‌بردار اهل آلمان بود.
وی در مسابقات کشوری و بین‌المللی در مجموع برندهٔ ۴ مدال طلا، ۱ مدال نقره شده‌است.